# Melologo
Il melologo (dal greco antico μέλος?, mélos, "melodia" e λόγος, lógos, "parola") è un genere musicale nato nel XVIII secolo che unisce la musica con il parlato. In particolare, un melologo è un monologo nel quale i passaggi che hanno maggiore accento emotivo vengono sottolineati da un accompagnamento musicale. La musica serve anche per il passaggio tra un monologo e l'altro. In Francia è detto mélologue, in Inghilterra melodrama.
Questa forma di espressione drammatica ebbe, tra i suoi primi esemplari, il Pigmalione di Jean-Jacques Rousseau (composto nel 1762 e rappresentato per la prima volta nel 1770). Un esempio ottocentesco è il Lenore di Franz Liszt del 1858, melologo per voce recitante e pianoforte che presenta evidenti affinità con il contemporaneo Tristano e Isotta di Richard Wagner. Tra i più importanti melologhi del XX secolo, l'Amphion di Arthur Honegger e la Perséphone di Igor' Fëdorovič Stravinskij.
Inoltre è anche un modo di "cantare" per cui la voce non canta ma parla seguendo delle inclinazioni alte e basse, con diminuendo e crescendo. È utilizzato da Arnold Schönberg nel brano Ein Überlebender aus Warschau Op. 46 e nel Pierrot Lunaire. Nel panorama contemporaneo il melologo trova nell'audiolibro nuove possibilità. Uscendo dalle sale da concerto, i tempi si dilatano: Res Solaris. Il Ritorno dei benandanti, romanzo in musica del 2004 di Raul Lovisoni, ha una durata di circa 7 ore.